# ヴラダ・ロスリャコヴァ
ヴラダ・ロスリャコヴァ （ Влада Рослякова/Vlada Roslyakova, 本名:Elena Roslyakova,1987年7月8日 -　）は、ロシア出身のファッションモデル。本名はエレナであるが、先輩モデルに氏名の似たエレナ・ローゼンコヴァ（Elena Rosenkova）がいたため、混同を避けるため名をヴラダとしている（実父の名ヴラジーミルからとった）。ウーマン所属。
幼い頃からロシアでモデルをしていた。2005年春夏コレクションより本格的にランウェイデビュー。モデルになっていなかったら、心理学を学んでいただろうという。ロシア古典文学を読むのが好きで、オフにはブリメニなどロシア料理を食べるのが楽しみという。
痩せすぎモデルが世間の注目を集める中、デビュー以来体重が全くと言っていいほど変動がない。